# ویتنی جنینگز اوتس
ویتنی جنینگز اوتس (به انگلیسی: Whitney Jennings Oates)، (۲۶ مارس ۱۹۰۴ در ایوانستون، ایلینوی – ۱۴ اکتبر ۱۹۷۳ در فلوریدا) یک محقق کلاسیک آمریکایی بود.

## زندگی
ویتنی جنینگز اوتس از دانشگاه پرینستون به عنوان لیسانس در سال ۱۹۲۶ و کارشناسی ارشد ۱۹۲۷ فارغ‌التحصیل شد، که تقریباً ۵۰ سال به عنوان دانشجو و مدرس با این دانشگاه ارتباط داشت. او ابتدا به عنوان «مدرس» و دانشجوی دکترا در سال ۱۹۳۱ با مطالعه ای در مورد تأثیر شاعر یونانی Simonides of Ceos بر شاعر رومی هوراس کار کرد. در طول جنگ جهانی دوم او با سپاه تفنگداران دریایی ایالات متحده در جنگ اقیانوس آرام خدمت کرد.
پس از بازگشت در سال ۱۹۴۵، او رئیس گروه کلاسیک و همزمان رئیس برنامه ارتقاء علوم انسانی (برنامه ویژه در علوم انسانی) شد. او مفهومی را برای افزایش گنجاندن کهنه سربازان جنگ در تدریس آکادمیک طراحی کرد، که از آن برنامه کمک هزینه تحصیلی وودرو ویلسون در سال ۱۹۵۷ توسعه یافت. به خاطر تعهدش دکترای افتخاری را از کالج راکفورد (۱۹۶۱)، دانشگاه براون (۱۹۶۱)، کالج میدلبری (۱۹۶۴) و دانشگاه واشینگتن و لی (۱۹۶۷) دریافت کرد.
در دوره پس از جنگ، اوتس همچنین به عنوان استاد یوینگ زبان و ادبیات یونانی (۱۹۴۶–۱۹۷۳)، به‌طور همزمان اندرو فلمینگ غرب به عنوان استاد کلاسیک (۱۹۴۹–۱۹۶۲) و آوالون استاد علوم انسانی (۱۹۶۲–۱۹۷۰) منصوب شد. اوتس به عنوان یک معلم دانشگاهی بسیار محبوب بود. در نظرسنجی‌های سالانه دانشجویان، او اغلب به عنوان «مدرس و مربی مورد علاقه» نامیده می‌شد.
اوتس علاوه بر تدریس موفق و کار در سازمان‌های علمی، کار تحقیقاتی علمی خود را نیز پیش برد. او به ویژه به فلسفه و تراژدی یونان توجه داشت.